# Aseraggodes klunzingeri
Aseraggodes klunzingeri és un peix teleosti de la família dels soleids i de l'ordre dels pleuronectiformes que es troba a les costes del sud de Nova Guinea i nord d'Austràlia.